# Grus paradisea
La gru del paradiso (Grus paradisea (A.A.H.Lichtenstein, 1793)) è un uccello della famiglia dei Gruidi.

## Distribuzione e habitat
La specie è diffusa in Sudafrica, Namibia e Swaziland.